# Hjertelandet
Hjertelandet er en dansk dokumentarfilm fra 2018 instrueret af Janus Metz og Sine Plambech.
Filmen er optaget over ti år og følger tre generationer af medvirkende fra hhv. det nordlige Jylland og det nordøstlige Thailand. Filmen bygger på 15 års antropologisk feltarbejde i Danmark og Thailand, og er en videreudvikling af Janus Metz' og Sine Plambechs samarbejde om de prisbelønnede tv-film ’Fra Thailand til Thy’ & ’Fra Thy til Thailand’ fra hhv. 2007 og 2008.
Filmen udkom i danske biografer d. 20. september 2018.

## Handling
For 25 år siden, blev Sommai, en tidligere sex-arbejder fra Pattaya, gift med Niels og flyttede til Thy. Lige siden har hun arrangeret ægteskaber mellem ensomme danske fiskere og kvinder fra hendes landsby hjemme I Thailand, og nu bor der over 800 Thai-kvinder i området.
Med Sommai som matchmaker og kulturel brobygger, følger filmen fire par, der stræber efter værdighed og kæmper for at komme ud af fattigdom og ensomhed. Filmen er med dem, når drømme bliver til virkelighed og når livet ikke går som planlagt; når ægteskaber lykkes og når de ikke gør; når børnene vokser op og høster frugten af – eller betaler prisen for – deres mødres valg.